# Leokadia Dehnel
Leokadia Dehnel, ps. „Lotna”, „Kora” (ur. 10 listopada 1905 w Czeladzi, zm. 5 marca 1943 we Wrocławiu) – polska nauczycielka, działaczka społeczna, podczas okupacji hitlerowskiej członkini Związku Walki Zbrojnej i Armii Krajowej, uczestniczka tajnego nauczania.

## Życiorys
Leokadia Dehnelówna była córką Pawła Piotra Dehnela, działacza socjalistycznego i niepodległościowego, oraz Stefani z Tomaszewiczów. Ukończyła studia polonistyczne na Uniwersytecie Jagiellońskim. Pracowała jako nauczycielka w Studium Nauczycielskim w Sosnowcu, a od 1936 roku w gimnazjum w Mysłowicach. Angażowała się w działalność społeczną i kulturalną, była członkiem Koła Przyjaciół Harcerzy.
Podczas okupacji nauczała na tajnych kompletach, była współredaktorką wydawanego w Czeladzi przez Związek Orła Białego konspiracyjnego pisma „Nasze Sprawy”, jako członek Związku Walki Zbrojnej i Armii Krajowej pełniła funkcję kierowniczki sekretariatu okręgu śląskiego oraz kurierki – łączniczki z podziemnymi organizacjami Generalnego Gubernatorstwa. Inwigilowana przez gestapo, została aresztowana 15 marca 1941 roku i osadzona w więzieniu w Mysłowicach. Przewieziona następnie do więzienia we Wrocławiu, była sądzona przez 5 Senat Trybunału Ludowego w Berlinie, skazana na śmierć i ścięta 5 marca 1943 roku.
Postać Leokadii Dehnelówny i jej ojca Pawła został upamiętniona przez nadanie imienia Dehnelów jednej z ulic w Czeladzi.